# Juan Loyarte
Juan Tomás Loyarte (ur. ?, zm. ?) – argentyński piłkarz, grający podczas kariery na pozycji napastnika.

## Kariera klubowa
Juan Loyarte podczas piłkarskiej kariery występował w Newell’s Old Boys Rosario i Colónie Santa Fe.

## Kariera reprezentacyjna
W reprezentacji Argentyny Loyarte występował w 1924. W reprezentacji zadebiutował 12 października 1924 w zremisowanym 0-0 meczu z Paragwajem podczas Mistrzostw Ameryki Południowej.
Na turnieju w Montevideo wystąpił we wszystkich trzech meczach z Paragwajem, Chile (bramka w 78 min.) i Urugwajem, który był jego ostatnim meczem w reprezentacji.
| Mecze i gole w reprezentacji | Mecze i gole w reprezentacji | Mecze i gole w reprezentacji | Mecze i gole w reprezentacji | Mecze i gole w reprezentacji | Mecze i gole w reprezentacji | Mecze i gole w reprezentacji |
| #                            | Data                         | Miasto                       | Przeciwnik                   | Gol                          | Wynik                        | Rozgrywki                    |
| ---------------------------- | ---------------------------- | ---------------------------- | ---------------------------- | ---------------------------- | ---------------------------- | ---------------------------- |
| 1.                           | 12.10.1924                   | Montevideo                   | Paragwaj                     |                              | 0:0                          | Copa América                 |
| 2.                           | 25.10.1924                   | Montevideo                   | Chile                        | Gol                          | 2:0                          | Copa América                 |
| 3.                           | 02.11.1924                   | Montevideo                   | Urugwaj                      |                              | 0:0                          | Copa América                 |